# Talenttyven
Talenttyven er en dansk spillefilm fra 2012, der er instrueret af Jonatan Spang efter manuskript af ham selv og Mette Heeno.

## Handling
Ved et tilfælde opdager den fallerede popstjerne Mark, at hans kæreste Laura faktisk har langt større talent end ham selv, og magtbalancen i forholdet er for altid ændret. Laura, der altid har stået i skyggen af kærestens musikkarriere, oplever succes på jobbet og får fornyet selvtillid. Dette er bestemt ikke noget, der passer ind i Marks planer og i desperation for at få karrieren tilbage på sporet og genoprette hierarkiet i parforholdet, prøver han at stjæle hendes helt unikke talent.